# Rijksbouwmeester

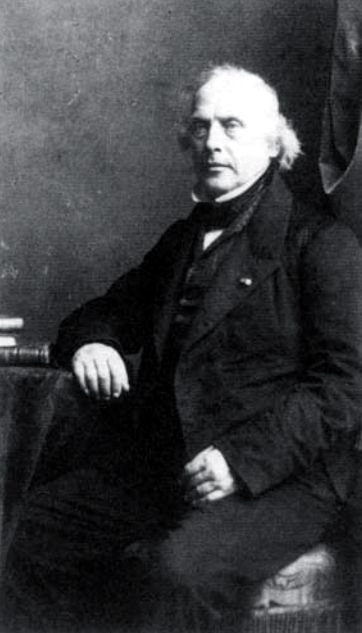
W.N. Rose, de vierde Rijksbouwmeester

De Rijksbouwmeester is een functionaris in Nederland in dienst van het ministerie van Binnenlandse Zaken en Koninkrijksrelaties. De Rijksbouwmeester bevordert en bewaakt onder meer de stedenbouwkundige inpassing en de architectonische kwaliteit van rijksgebouwen. Voorheen werd de functionaris ook wel landsbouwmeester of rijksarchitect genoemd.
De Rijksbouwmeester selecteert de architecten die kunnen inschrijven op projecten van het Rijksvastgoedbedrijf. Hij heeft in het bijzonder aandacht voor monumenten en toepassing van beeldende kunst in rijksgebouwen. Daarnaast adviseert hij de regering gevraagd en ongevraagd over het architectuurbeleid.

## Geschiedenis
Het ambt Rijksbouwmeester bestaat sinds 1806, toen Jean-Thomas Thibault benoemd werd tot Architect des Konings. Tussen 1870 en 1920 waren er meerdere rijksbouwmeesters tegelijk, elk bij een andere bouwende rijksdienst. Met de vorming van de Rijksgebouwendienst in 1924 bleef er één rijksbouwmeester over. Ten tijde van het rijksbouwmeesterschap van Jo Vegter (1958-1971) veranderde de taak, van leidinggevend ontwerper naar adviseur van de directeur-generaal van de Rijksgebouwendienst. Daarna, vooral vanaf het einde van de jaren tachtig van de vorige eeuw, nam het aantal vragen vanuit andere departementen toe en verbreedde de functie zich. Dat leidde uiteindelijk tot de noodzaak om naast de Rijksbouwmeester ook Rijksadviseurs te benoemen.
Tot 1 juli 2014 was de Rijksbouwmeester de adviseur van de directeur-generaal van de Rijksgebouwendienst, van de voor die dienst verantwoordelijke ministers (WWI, VROM, BZK) en andere betrokken ministers op deze gebieden.
Op 1 juli 2014 is het Rijksvastgoedbedrijf in het leven geroepen. De taak van de Rijksbouwmeester en zijn positie veranderde daarmee niet.

## Organisatie
De Rijksbouwmeester staat aan het hoofd van een stafbureau, het atelier Rijksbouwmeester, dat hem ondersteunt. Sinds 2005 zijn er naast de Rijksbouwmeester drie en later twee Rijksadviseurs benoemd, die eveneens in het Atelier Rijksbouwmeester zijn gehuisvest. Aanvankelijk was er een Rijksadviseur voor het Landschap, benoemd vanuit het Ministerie van Landbouw, Natuur en Voedselkwaliteit; een Rijksadviseur voor Infrastructuur vanuit het Ministerie van Verkeer en Waterstaat; en een Rijksadviseur voor het Cultureel Erfgoed vanuit het Ministerie van Onderwijs, Cultuur en Wetenschap. De Rijksadviseurs vormen samen met de Rijksbouwmeester het College van rijksadviseurs.
Naast de Rijksbouwmeester bestaat het huidige College van Rijksadviseurs uit landschapsarchitect Berno Strootman en architect-stedenbouwkundige Daan Zandbelt, die beiden de titel Rijksadviseur voor de Fysieke Leefomgeving hebben. Rijksbouwmeester en Rijksadviseurs adviseren niet alleen gevraagd en ongevraagd hun eigen minister(s), maar afhankelijk van het onderwerp ook andere bewindslieden of de ministerraad.

## Vlaanderen
In 1998 richtte men in Vlaanderen een gelijkaardig instituut op, namelijk dat van Vlaams Bouwmeester.

## Lijst van Rijksbouwmeesters
- Jean-Thomas Thibault (1806-1810; architect des konings)
- Bartholomeus Ziesenis (1813-1820; architect des konings / des keizers; architect landsgebouwen)
- Isaäc Warnsinck (1845-1857; architect-adviseur gevangenisbouw)
- Allard Cornelis Pierson (1857-1870; architect-adviseur gevangenisbouw)
- Willem Nicolaas Rose (1858-1867; rijksbouwmeester landsgebouwen)
- Johan Frederik Metzelaar (1870-1886; ingenieur-architect der gevangenissen en rechtsgebouwen)
- Pierre J.H. Cuypers (1874-1921; architect der rijksmuseumgebouwen)
- Lucas Hermanus Eberson (1874-1889; architect des konings)
- Jacobus van Lokhorst (1878-1906; rijksbouwkundige onderwijs enz.)
- Adolph J.M. Mulder (1878-1918; rijksbouwmeester voor de monumenten)
- Willem Cornelis Metzelaar (1883-1914; ingenieur-architect der gevangenissen en rechtsgebouwen)
- Cornelis H. Peters (1884-1915; landsgebouwen eerste district)
- M.A. van Wadenoyen (1886-1907; rijksbouwkundige onderwijs enz.)
- Johannes A.W. Vrijman (1888-1923; rijksbouwmeester onderwijs enz.)
- Daniël Knuttel (1892-1923; landsgebouwen tweede district)
- Henricus Theodorus (Henri) Teeuwisse (1/1/1916 - 31/12/1923, Landsgebouwen Eerste District)
- Gustav Cornelis Bremer (1924-1945)
- Hayo Hoekstra (1945-1946)
- Gijsbert Friedhoff (1946-1958)
- Jo Vegter (1958-1971)
- Frank Sevenhuijsen (1971-1974; ad interim)
- Wim Quist (1974-1979)
- Tjeerd Dijkstra (1979-1986)
- Frans van Gool (1986-1988)
- Jan Dirk Peereboom Voller (1988-1989; ad interim)
- Kees Rijnboutt (1989-1995)
- Wytze Patijn (1995-2000)
- Jo Coenen (november 2000 - september 2004)
- Mels Crouwel (oktober 2004 - augustus 2008)
- Liesbeth van der Pol (augustus 2008 - juni 2011)
- Frits van Dongen (augustus 2011 - 14 november 2014)[2]
- Koen van Velsen en het College van rijksadviseurs nemen de taken van de Rijksbouwmeester tijdelijk over.
- Floris Alkemade (1 september 2015 - 1 september 2021[3])
- Francesco Veenstra (1 september 2021 - heden)